# Distretto di Maramureș
Il distretto di Maramureș (in romeno Județul Maramureș; dal latino Maramuresensis) è uno dei 41 distretti della Romania, ubicato nella regione storica della Maramureș

## Confini
Il distretto confina con:
- Distretto di Suceava ad est;
- Distretto di Satu Mare ad ovest;
- Ucraina a nord;
- i distretti di Sălaj, Cluj e Bistrița-Năsăud a sud.

## Popolazione
Secondo le etnie, circa l'81% della popolazione è romena, 11% è ungherese, il 7% è ucraina, mentre circa 1.5% è di etnia rom.

## Storia
- nel II secolo dopo la conquista romana della Dacia, sotto il comando di Marco Ulpio Nerva Traiano, più noto semplicemente come Traiano, diventa la regione di rifugio per i daci liberi.
- nel X secolo le frontiere della contea sono fissate da Stefano I d'Ungheria;
- nell'XI secolo la contea si separa dalla Borsova;
- nel 1241 durante l'invasione dei Tartari circa il 50% della popolazione viene uccisa;
- nel XIV secolo il duca Bogdan di Maramureș fonda la Moldavia;
- La sconfitta turca nella battaglia di Vienna (1683) sancì il progressivo ritorno della zona della Transilvania sotto il controllo austriaco. Nel 1711 il Principato di Transilvania perse la sua indipendenza e venne sottoposta all'amministrazione asburgica, che governò la Transilvania sino alla prima guerra mondiale (1914-1918) e la conseguente dissoluzione dell'impero austro-ungarico.
- come risultato della conferenza di pace di Parigi del 1920, il distretto venne diviso tra la Cecoslovacchia, cui furono assegnati circa i tre quinti del territorio, e la Romania, cui fu assegnato il resto, corrispondente alla parte a sinistra del fiume Tisa (Tibisco). Oggi il territorio appartiene alla Romania.

## Geografia fisica
Il distretto si estende su di un'area di circa 6,304 km². Il 43% della sua superficie è occupato dai massicci del Rodna, la cui vetta più alta, Pietrosul, raggiunge i 2.303 metri, del Gutâi e del Țibleș, tutti facenti parte dei Carpazi. Il resto del territorio è formato da zone collinari e vallate. La regione è attraversata dal fiume Tibisco (Tisa) e da alcuni suoi affluenti: Iza, Viseu, Mara. Dal punto di vista delle tradizioni etno folcloriche, il distretto si divide in vari cosiddetti "paesi": Maramures, Chioar, Lapus, Codru.

## Economia
Maramureș è nota per la permanenza delle sue tradizioni agricole, che non risentono ancora gli effetti dell'industrializzazione. La regione rinunciò alla collettivizzazione nel periodo della dittatura comunista di Nicolae Ceaușescu, con il risultato che la popolazione ancora oggi mantiene un forte legame con la terra. L'aratura, la piantumazione, il raccolto delle messi, la falciatura del fieno e molte delle attività agricole sono eseguite tramite il lavoro manuale.
La regione vanta anche una forte presenza mineraria, composta da minerali metalliferi diversi dal ferro (non ferrosi); intorno alla capitale Baia Mare sono stati costruiti alcuni complessi industriali durante il periodo comunista, con delle tecnologie che hanno prodotto un forte inquinamento dell'area.

## Turismo
La visita delle chiese in legno (Poienile Izei, Botiza, Rozavlea, Sapinta, Birsana ecc.), considerate patrimonio dell'umanitá dall'UNESCO, è un ottimo fattore sulla crescita turismo.
La regione è nota per il radicamento delle sue tradizioni daco-traciche, per la musica e i costumi popolari, specialmente nelle aree rurali. Molto note sono le sue lavorazioni in legno; chiese, case e porte e la grande ospitalità. Alcune aree rurali sono attraversate da strade, in terra battuta, sulle quali si possono vedere anche oggi i carri trainati da cavalli o forti bufali neri.
Le maggiori attrazioni sono:
- le città di Baia Mare e Sighetu Marmației;
- i villaggi lungo le valli dei fiumi Iza, Mara e Vișeu;
- le Chiese lignee del Maramureș
- il cimitero gioioso di Săpânța;
- il massiccio del Rodna.
- il massiccio Tibles - Arcer 1840 m.
- il carcere comunista di Sighetu Marmației.
- la cascata Calului da Borsa.
- il trenino a vapore Mocănița a Viseu.
- il complesso turistico di Borșa.

## Il cimitero di Săpânța
Questo cimitero è l'unico al mondo ad avere la denominazione di cimitero felice, poiché su ognuna delle tombe vi si trova scritta una barzelletta oppure una riflessione sulla vita in chiave divertente, a testimonianza che le tradizioni di questa località non sono cambiate, ma rimaste inalterate anche nel corso dei secoli.

## Centri principali
| Comune                  | Abitanti |
| ----------------------- | -------- |
| Baia Mare               | 139.870  |
| Sighetu Marmației       | 41.640   |
| Borșa                   | 27.888   |
| Vișeu de Sus            | 16.698   |
| Baia Sprie              | 16.423   |
| Târgu Lăpuș             | 13.114   |
| Poienile de sub Munte   | 10.282   |
| Seini                   | 10.196   |
| Dati del 1º luglio 2007 |          |

## Struttura del distretto
Il distretto è composto da 2 municipi, 11 città e 63 comuni.

### Municipi
- Baia Mare
- Sighetu Marmației

### Città
- Baia Sprie
- Borșa
- Cavnic
- Dragomirești
- Săliștea de Sus
- Seini
- Șomcuta Mare
- Tăuții-Măgherăuș
- Târgu Lăpuș
- Ulmeni
- Vișeu de Sus

### Comuni
- Ardusat
- Ariniș
- Asuaju de Sus
- Băița de sub Codru
- Băiuț
- Băsești
- Bârsana
- Bicaz
- Bistra
- Bocicoiu Mare
- Bogdan Vodă
- Boiu Mare
- Botiza

- Budești
- Călinești
- Câmpulung la Tisa
- Cernești
- Cicârlău
- Coaș
- Coltău
- Copalnic-Mănăștur
- Coroieni
- Cupșeni
- Desești
- Dumbrăvița
- Fărcașa

- Gârdani
- Giulești
- Groși
- Groșii Țibleșului
- Ieud
- Lăpuș
- Leordina
- Mireșu Mare
- Moisei
- Oarța de Jos
- Ocna Șugatag
- Oncești
- Petrova

- Poienile de sub Munte
- Poienile Izei
- Recea
- Remetea Chioarului
- Remeți
- Repedea
- Rona de Jos
- Rona de Sus
- Rozavlea
- Ruscova
- Sarasău
- Satulung

- Săcălășeni
- Săcel
- Sălsig
- Săpânța
- Strâmtura
- Suciu de Sus
- Șieu
- Șișești
- Vadu Izei
- Valea Chioarului
- Vima Mică
- Vișeu de Jos